# Иванова, Галина Андреевна
Гали́на Андре́евна Ивано́ва (19 мая 1928—2007) — советская актриса озвучивания.

## Биография
Родилась в Кишинёве. В 1948 году окончила студию при Центральном детском театре. B 22 года начала карьеру в кино, озвучив мультфильм «Дудочка и кувшинчик».
Регулярно участвовала в популярной детской радиопередаче «Угадай-ка» (автор Сергей Богомазов), где исполняла роль девочки Гали.
С 1945 по 1982 год — актриса Центрального детского театра. Своё искусство продемонстрировалa за рубежом в дни Международного фестиваля детских и юношеских театров, проходившего в феврале 1966 года в Берлине.
Примечательна также роль Конька-Горбунка в спектакле по одноимённой сказке П. П. Ершова: «Галина Иванова настолько гениально и органично играла Конька-Горбунка в одноименной сказке, что знаменитый французский артист Даниэль Сорано (парижский театр ТНП) прибежал за кулисы, взял её, как ребёнка, на руки, что было нетрудно, а в Париж увёз магнитофонную запись ржания Конька-Горбунка. Такова была сила воздействия искусства русской травести».
Г. А. Иванова озвучивала персонажей целого ряда музыкальных сказок (дискоспектаклей для детей), выпускавшихся фирмой «Мелодия». В частности, она сыграла главную роль в сказке «Алиса в Стране чудес» (1976), которую режиссёр Олег Герасимов поставил на музыку Владимира Высоцкого. Впрочем, песни Алисы, написанные Высоцким, пела Клара Румянова. Популярность пластинки была такова, что допечатка тиража производилась чуть ли не каждый год. Среди других ролей: Принцесса в «Снежной королеве» (1966, инсц. Евгения Шварца), Майкл Бэнкс в «Мэри Поппинс» (1968, инсц. Бориса Заходера), Смычок в «Приключении смычка» (1972, сказка Инны Кашежевой), различные роли в серии сказок «Приключение слонёнка», «Слонёнок-турист», «У слонёнка день рождения» (1968—1980, автор Давид Самойлов).
Умерла в 2007 году на 79-м году жизни.

## Фильмография
| Год  |   | Название                    | Роль     |
| ---- | - | --------------------------- | -------- |
| 1972 | ф | Нежданный гость             | эпизод   |
| 1972 | ф | Самый последний день        | эпизод   |
| 1972 | ф | Свеаборг                    | эпизод   |
| 1973 | ф | Пушкинские сказки           | скоморох |
| 1978 | ф | Мой ласковый и нежный зверь | эпизод   |
| 1985 | ф | Берега в тумане             | эпизод   |

## Озвучивание мультфильмов
| Год  |    | Название                           | Роль                                          |
| ---- | -- | ---------------------------------- | --------------------------------------------- |
| 1950 | мф | Дудочка и кувшинчик                | девочка Женя                                  |
| 1953 | мф | Непослушный котёнок                | Имя персонажа не указано                      |
| 1956 | мф | Кораблик                           | Имя персонажа не указано                      |
| 1957 | мф | Верлиока                           | Жёлудь                                        |
| 1959 | мф | Новогоднее путешествие             | Мальчик Коля                                  |
| 1959 | мф | Янтарный замок                     | рыбка                                         |
| 1960 | мф | Винтик и Шпунтик — весёлые мастера | Шпунтик                                       |
| 1961 | мф | Незнайка учится                    | Винтик / Шпунтик                              |
| 1964 | мф | Ситцевая улица                     | Девочка                                       |
| 1973 | мф | Первые встречи                     | Рассудительный Цыплёнок                       |
| 1974 | мф | Бим, Бам, Бом и волк               | Поросёнок Бам                                 |
| 1974 | мф | Здравствуйте, тётя Лиса            | Цыплёнок                                      |
| 1974 | мф | Ослик-огородник                    | Щенок                                         |
| 1974 | мф | Утренняя музыка                    | Кузнечик                                      |
| 1975 | мф | Мук-скороход                       | Маленький Мук                                 |
| 1976 | мф | Чуридило                           | Девочка Эрика                                 |
| 1977 | мф | Чемпион в лесу                     | Заяц                                          |
| 1978 | мф | Робинзон Кузя                      | 1-й мальчик                                   |
| 1978 | мф | Сказка о потерянном времени        | мальчик, заколдованный Василием Порфирьевичем |
| 1979 | мф | Огневушка-поскакушка               | Огневушка-поскакушка                          |
| 1979 | мф | Вовка-тренер                       | Вовка                                         |
| 1980 | мф | Всё дело в шляпе                   | фрёкен Снорк                                  |
| 1981 | мф | Лето в Муми-доле                   | фрёкен Снорк / Луна                           |
| 1982 | мф | Кто придет на Новый год?           | Гусеничка                                     |
| 1982 | мф | Мой друг зонтик                    | Белочка                                       |
| 1982 | мф | Укрощение велосипеда               | Мальчик                                       |
| 1983 | мф | Снегирь                            | Мама                                          |
| 1983 | мф | В Муми-дол приходит осень          | фрёкен Снорк / Луна                           |
| 1984 | мф | Кто сильней?                       | Школьница                                     |
| 1984 | мф | Ночной цветок                      | Цыплёнок                                      |
| 1984 | мф | Встречайте бабушку                 | Внук                                          |
| 1985 | мф | Чертёнок с пушистым хвостом        | Котёнок                                       |
| 1987 | мф | Волшебные колокольчики             | Катя                                          |